# Li Yajuan
Li Yajuan (en chino: 李亚娟; 23 de julio de 1971) es una deportista china que compitió en halterofilia. Ganó cuatro medallas de oro en el Campeonato Mundial de Halterofilia entre los años 1990 y 1993.

## Palmarés internacional
| Campeonato Mundial | Campeonato Mundial        | Campeonato Mundial | Campeonato Mundial |
| Año                | Lugar                     | Medalla            | Categoría          |
| ------------------ | ------------------------- | ------------------ | ------------------ |
| 1990               | Sarajevo (Yugoslavia)     | Medalla de oro     | +82,5 kg           |
| 1991               | Donaueschingen (Alemania) | Medalla de oro     | +82,5 kg           |
| 1992               | Varna (Bulgaria)          | Medalla de oro     | +82,5 kg           |
| 1993               | Melbourne (Australia)     | Medalla de oro     | +83 kg             |